# Ortac
Ortac är en klippa i kronbesittningen Guernsey. Den ligger i den nordöstra delen av landet nordväst om Alderney.